# Sint-Hubertuskerk (Lontzen)

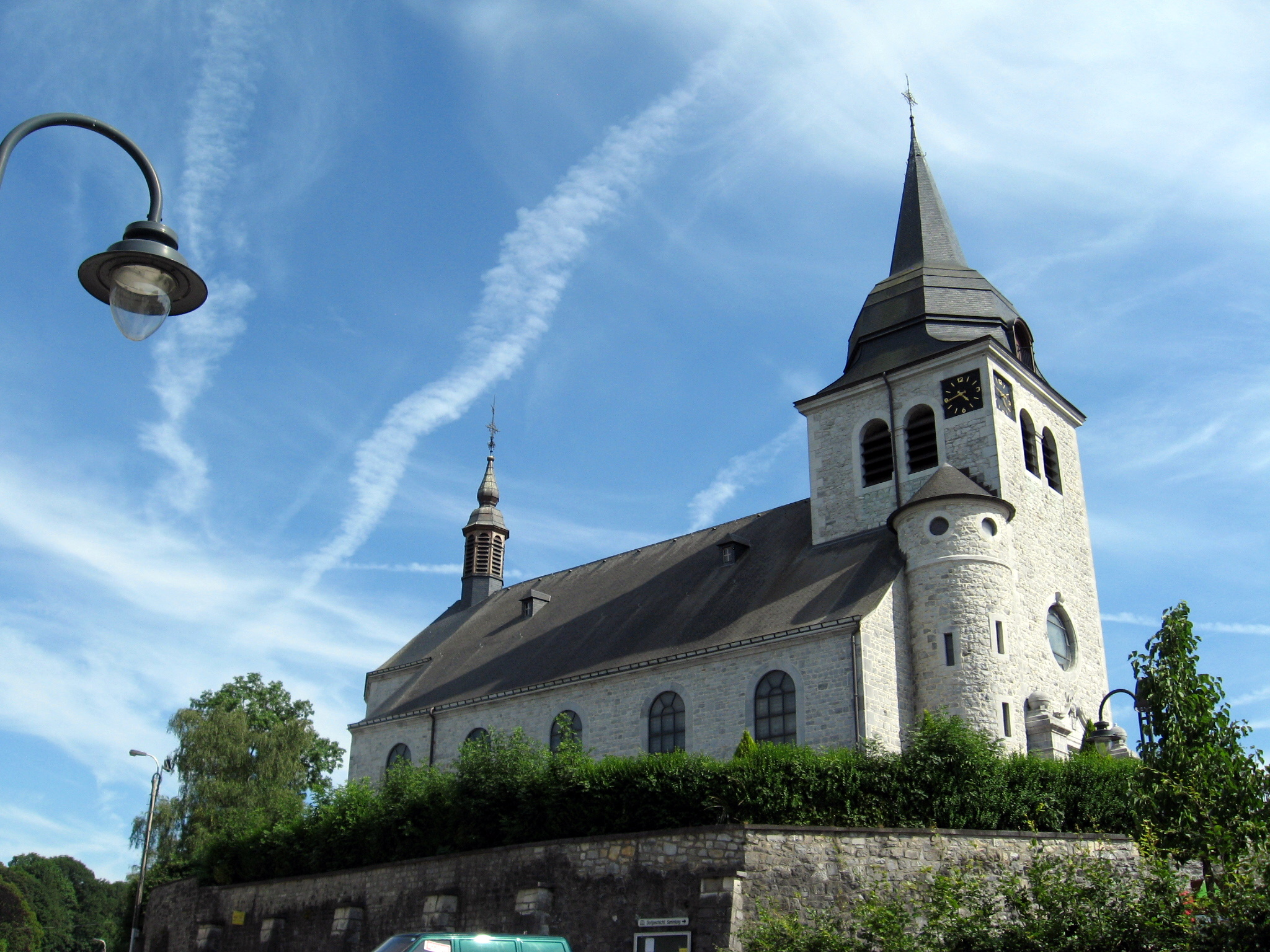
Sint-Hubertuskerk

De Sint-Hubertuskerk (Sankt Hubertuskirche) is de parochiekerk van de Belgische plaats Lontzen, gelegen aan de Schlossstraße.

## Geschiedenis
Vanaf einde 14e eeuw stond een gotische kerk op deze plaats. De huidige kerk werd van 1768-1770 gebouwd naar ontwerp van Joseph Moretti. De voorgebouwde toren stamt van 1910 en werd ontworpen door Franz Wildt. Het bouwwerk werd uitgevoerd in breuksteen.

## Gebouw
De vierkante toren wordt geflankeerd door een halfronde traptoren en heeft een helmdak waarboven een spits uitsteekt. De scheibogen rusten op Toscaanse pilaren. Het koor is driezijdig afgesloten. Boven het koor bevindt zich een dakruiter. Het hoofdaltaar is van omstreeks 1850, en de zijaltaren zijn van omstreeks 1760 en uitgevoerd in hout dat deels marmerkleurig is beschilderd en hier en daar verguld. De communiebank is eind-18e-eeuws. Twee biechtstoelen zijn van omstreeks 1760 en zijn uitgevoerd in deels verguld eikenhout.
De kerk bevat muurschilderingen van omstreeks 1907 en stucwerk, voorstellende God de Vader, van 1770.
De kerk wordt omgeven door een kerkhof. Enkele grafkruisen uit de 16e eeuw werden in de muur gemetseld.